# Club Foot
Singles de Kasabian
Reason Is Treason
(2004) L.S.F. (Lost Souls Forever)
(2004)
Pistes de Kasabian
Processed Beats
(2)
Club Foot est le deuxième single du groupe de rock britannique Kasabian publié le 10 mai 2004 quelques mois avant la sortie de l'album studio éponyme dont il est issu. Il est le premier du groupe à entrer au classement britannique des ventes de singles.
Ce titre a été utilisé dans de nombreux médias (films, jeux vidéo, télévision).

## Parution
Kasabian part à Budapest pour tourner le clip de la chanson avec W.I.Z., un réalisateur connu pour avoir travaillé avec The Chemical Brothers, Manic Street Preachers ou encore Ian Brown. Filmée le 11 mars 2004 autour d'un scénario se déroulant dans un camp de l'armée russe, la vidéo se fait sans Ryan Glover, resté à Southampton, ne possédant pas de passeport à son nom.
Le single, sorti le 10 mai, accède au classement britannique des ventes de singles, une première pour le groupe, et y atteint la 19e place,. Le titre, notamment mis en avant par la version dont la voix est mixée par Jagz Kooner, fait ensuite son apparition sur la BBC Radio 1 dans les émissions de Zane Lowe, Jo Whiley (en) et Annie Mac (en).
| Classement musical             | Meilleure position |
| ------------------------------ | ------------------ |
| Royaume-Uni (UK Singles Chart) | 19                 |

## Liste des chansons
Toute la musique est composée par Sergio Pizzorno et Chris Karloff.
| 1. | Club Foot                         | 3:34 |
| 2. | Club Foot (Jagz Kooner Vocal Mix) |      |
| 3. | Trash Can                         |      |
| 4. | Sand Clit                         |      |

## Ouvrage
- (en) Joe Shooman, Kasabian : Sound, Movement & Empire, Independent Music Press, 24 avril 2008, 176 p. (ISBN 190619100X et 978-1906191009)